# Ботенгайлінген
Ботенгайлінген (нім. Bothenheilingen) — громада в Німеччині, розташована в землі Тюрингія. Входить до складу району Унструт-Гайніх. Складова частина об'єднання громад Шлотгайм.
Площа — 9,46 км2. Населення становить Невірний параметр metadata 16 064 008 ос. (станом на 31 грудня 2021).